# Henefer (Utah)
Henefer es una localidad del condado de Summit, estado de Utah, Estados Unidos. Según el censo de 2000 la población era de 684 habitantes.

## Geografía
Henefer se encuentra en las coordenadas41°0′58″N 111°29′54″O / 41.01611, -111.49833.
Según la oficina del censo de Estados Unidos, la localidad tiene un superficie total de 2,2 km². No tiene superficie cubierta de agua.
- Datos: Q483393
- Multimedia: Henefer, Utah / Q483393